# Йезгровиче
Йезгровиче (на сръбски: Језгровиће) е село в Сърбия, разположено в община Тутин, Рашки окръг. Намира се на 797 метра надморска височина. Населението му според преброяването през 2011 г. е 217 души. При преброяването на населението през 2002 г. има 237 жители, от тях: 213 (89,87 %) бошняци, 17 (7,17 %) сърби и 1 (0,42 %) албанец.

## Население
Численост на населението според преброяванията през годините:
- 1948 – 162 души
- 1953 – 177 души
- 1961 – 205 души
- 1971 – 200 души
- 1981 – 183 души
- 1991 – 215 души
- 2002 – 237 души
- 2011 – 217 души